# Premio Mazatlán di Letteratura
Il Premio Mazatlán di Letteratura (Premio Mazatlán de Literatura) è un premio letterario assegnato annualmente alla migliore opera pubblicata in Messico l'anno precedente o come riconoscimento alla carriera.
Fondato nel 1964 dallo scrittore Antonio Haas in collaborazione con Francisco Rodolfo Álvarez e Raúl Rico Mendiola, è stato amministrato dall'Instituto Nacional de Bellas Artes y Literatura fino al 1972 anno in cui Carlos Fuentes rifiutò il premio per protesta contro il governo.
Non assegnato fino al 1984, anno in cui fu ripreso grazie all'interessamento di Don Antonio Haas, l'importo del premio è di 100000 pesos.

## Albo d'oro
| Anno        | Vincitore                         | Opera                                                                        |
| ----------- | --------------------------------- | ---------------------------------------------------------------------------- |
| 1965        | José Gorostiza                    | Alla carriera                                                                |
| 1966        | Ricardo Garibay                   | Beber un cáliz                                                               |
| 1967        | Marco Antonio Montes de Oca       | Fuentes Legendarias                                                          |
| 1968        | Jaime Torres Bodet                | Rubén Darío                                                                  |
| 1969        | Fernando Benítez                  | Los indios de México                                                         |
| 1970        | Gastón García Cantú               | El socialismo en México                                                      |
| 1971        | Elena Poniatowska                 | Hasta no verte, Jesús mío                                                    |
| 1972        | Carlos Fuentes (Premio rifiutato) | Tiempo Mexicano                                                              |
| 1973 - 1983 | Non assegnato                     | Non assegnato                                                                |
| 1984        | Luis Spota                        | Paraíso 25                                                                   |
| 1985        | Octavio Paz                       | Hombres en su siglo                                                          |
| 1986        | Ángeles Mastretta                 | Arráncame la vida                                                            |
| 1987        | Vicente Leñero                    | Puros cuentos                                                                |
| 1988        | Fernando del Paso                 | Noticias del Imperio                                                         |
| 1989        | Carlos Monsiváis                  | Escenas de pudor y liviandad                                                 |
| 1990        | Ramón Xirau                       | Antología                                                                    |
| 1991        | José Luis Martínez Rodríguez      | Hernán Cortés                                                                |
| 1992        | Luis Cardoza y Aragón             | Miguel Ángel Asturias, casi novela                                           |
| 1993        | Elena Poniatowska                 | Tinísima                                                                     |
| 1994        | Julio Travieso                    | El polvo y el oro                                                            |
| 1995        | Adolfo Castañón                   | La gruta tiene dos entradas                                                  |
| 1996        | Jaime Sabines                     | Pieces of shadow                                                             |
| 1997        | Sergio Pitol                      | El arte de la fuga                                                           |
| 1998        | Héctor Aguilar Camín              | Un soplo en el río                                                           |
| 1999        | José Emilio Pacheco               | Álbum de Zoología                                                            |
| 2000        | Enrique Serna                     | El seductor de la patria                                                     |
| 2001        | Juan Villoro                      | Efectos personales                                                           |
| 2002        | José de la Colina                 | Libertades imaginarias                                                       |
| 2003        | Jorge López Páez                  | Antología                                                                    |
| 2004        | Ignacio Solares                   | No hay tal lugar                                                             |
| 2004        | Juan José Rodríguez Ramos         | Mi nombre es Casablanca                                                      |
| 2005        | José Agustín                      | Vida con mi viuda                                                            |
| 2006        | Emmanuel Carballo                 | Diario público 1966-1968                                                     |
| 2007        | Ignacio Padilla                   | La gruta del toscano                                                         |
| 2008        | Mario Bellatín                    | El gran vidrio                                                               |
| 2009        | Jorge Volpi                       | Mentiras contagiosas                                                         |
| 2010        | Francisco Hernández Pérez         | La isla de la breves ausencias                                               |
| 2011        | Hugo Hiriart                      | El arte de perdurar                                                          |
| 2012        | David Martín del Campo            | Las siete heridas del mar                                                    |
| 2013        | Jaime Labastida                   | En el Centro del año                                                         |
| 2014        | Rafael Pérez Gay                  | El cerebro de mi hermano                                                     |
| 2015        | Gonzalo Celorio                   | El metal y la escoria                                                        |
| 2016        | Carlos Tello Díaz                 | Porfirio Díaz su vida y su tiempo. La guerra (1830-1867)                     |
| 2017        | Guillermo Arriaga                 | El salvaje                                                                   |
| 2018        | Alberto Ruy Sánchez               | Los sueños de la serpiente                                                   |
| 2019        | Guillermo Fadanelli               | Alla carriera                                                                |
| 2020        | Ernesto Lumbreras                 | Un acueducto infinitesimal                                                   |
| 2021        | Malva Flores                      | Estrella de dos puntas. Octavio Paz y Carlos Fuentes. Crónica de una amistad |
| 2022        | Cristina Rivera Garza             | El invencible verano de Liliana                                              |
| 2023        | David Toscana                     | El peso de vivir en la Tierra                                                |
| 2024        | Elsa Cross                        | Isla Negra                                                                   |
| 2025        | Fabio Morábito                    | Jardin de noche                                                              |